# Erwin Bischof

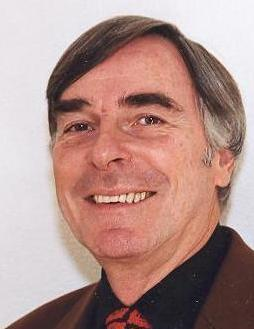
Erwin Bischof

Erwin Bischof (* 16. Oktober 1940 in Zug; † 3. Februar 2015) war ein Schweizer Unternehmensberater, Politiker (FDP.Die Liberalen) und Publizist.

## Leben
Bischof absolvierte von 1956 bis 1959 eine kaufmännische Lehre in Zug und legte 1963 die Maturität ab. Von 1963 bis 1969 studierte er Neuere Allgemeine Geschichte und Germanistik an den Universitäten Bern, Bonn und Genf. 1969 promovierte er zum Doktor der Philosophie mit einer Dissertation zum Rheinischen Separatismus.
Von 1969 bis 1970 war Bischof Assistent bei Walther Hofer am Historischen Institut in Bern. Danach diente er bis 1980 als Diplomat in Bern, Warschau und Genf. Von 1973 bis 1975 war Bischof stellvertretender Exekutivsekretär der Konferenz über Sicherheit und Zusammenarbeit in Europa (KSZE) in Genf und Helsinki. Von 1975 bis 1980 arbeitete er als Pressesprecher im Eidgenössischen Departement für auswärtige Angelegenheiten (Aussenministerium) in Bern.
Seit 1980 war Bischof selbständiger Unternehmensberater in den Bereichen Public Relations und politische Kommunikation; er war zudem 1984 Mitbegründer der Gratis-Wochenzeitung Bernerbär. Von 1984 bis 1986 war er Gemeinderat von Bolligen und von 1986 bis 1991 Mitglied des Grossen Rates des Kantons Bern. 1993 gründete Bischof den Verein „interforum“, der Symposien und Seminare für Wirtschaftskreise in der ganzen Schweiz veranstaltet. An der Eröffnungsveranstaltung in Bern nahm Michail Gorbatschow teil.
Bischof war verheiratet, hatte zwei erwachsene Söhne und war Bürger von Eggersriet.

## Schriften
- Rheinischer Separatismus 1918–1924. Hans Adam Dortens Rheinstaatbestrebungen. Lang, Bern 1969.
- Honeckers Handschlag. Beziehungen Schweiz-DDR 1960–1990: Demokratie oder Diktatur. Mit Beiträgen von Elisabeth Kopp, Emil Steinberger und Peter und Christa Gross-Feurich. Interforum, Bern 2010, ISBN 978-3-0330233-8-3.
- Verräter und Versager. Wie Stasi-Spione im Kalten Krieg die Schweiz unterwanderten. Interforum, Bern 2013, ISBN 978-3-9524099-1-6.
- Thomas Mann und Rotary. Wie der deutsche Dichter gegen die Barbarei des Nationalsozialismus kämpfte. Interforum, Bern 2013, ISBN 978-3-9524099-0-9.